# Малюська, Денис Леонтьевич
Денис Леонтьевич Малюська (укр. Денис Леонтійович Малюська; род. 19 ноября 1981, Дунаевцы, Хмельницкая область, Украинская ССР, СССР) — украинский юрист и бизнесмен. Председатель правления BRDO/World Bank Group. Народный депутат Украины 9-го созыва от партии «Слуга народа». С 29 августа 2019 по 4 сентября 2024 года — министр юстиции Украины.

## Биография
Учился на юридическом факультете Киевского национального университета имени Тараса Шевченко (2004) и в Лондонском университете (2016). Магистр права.
Долгое время работал юристом, специализируясь в вопросах регулирования предпринимательской деятельности, урегулирования споров и банкротства. В 2004 году основал адвокатское объединение "Адвокатская фирма «Бизнес-право». Основатель и руководитель ООО «Радник Прес» (издательская деятельность).
В 2010 году был назначен консультантом по развитию частного сектора Группы Всемирного банка. На этой должности он оказывал техническую поддержку правительствам Украины и стран Центральной Азии. Впоследствии был избран заместителем председателя правления BRDO/World Bank Group — независимого неправительственного экспертно-аналитического центра, созданного по инициативе Министерства экономического развития и торговли и западных партнеров: Всемирного банка и правительства Канады.
Кандидат в народные депутаты от партии «Слуга народа» на парламентских выборах 2019 года, № 21 в списке. На время выборов: специалист по развитию частного сектора Группы Всемирного банка, беспартийный.
С 29 августа 2019 года министр юстиции Украины в правительстве Гончарука. Член Национального инвестиционного совета (с 24 декабря 2019).
3 сентября 2024 года Малюська написал заявление об отставке. 4 сентября Верховная рада Украины 249 голосами (при 226 необходимыми) уволила его с должности министра юстиции Украины.

## Семья
- Жена — Людмила Сергеевна Рабчинская[16];
- дети — Елизавета, Ульяна, Соломия, Нестор[16].